# Côte de Haut-Bois
De Côte de Haut-Bois is een beklimming in de Belgische plaats Haltinne, opgenomen in het parcours van de wielerklassieker Waalse Pijl.
De helling kan langs twee zijden worden beklommen:
- de noordzijde, de Côte de Haut-Bois-nord, is de zijde die wordt beklommen in de Waalse pijl. Men klimt er vanuit het centrum van Haltinne in zuidelijke richting naar het gehucht Haut-Bois. De klimt volgt na de Côte de Peu d'Eau.
- de noordwestzijde, de Côte de Haut-Bois-nordouest, is lastiger om te beklimmen. Men klimt er vanuit het gehucht Strud in zuidoostelijke richting naar Haut-Bois. Het traject werd soms afgedaald in de Waalse pijl. Deze zijde is opgenomen in de Cotacol encyclopedie met de 1.000 zwaarste hellingen van België.